# Club Atlético Juventud de Las Piedras
Der Club Atlético Juventud de Las Piedras (Spitzname: Juve) ist ein Fußballverein aus der im Departamento Canelones gelegenen Stadt Las Piedras im Süden Uruguays. 

## Geschichte
Der Verein wurde am 24. Dezember 1935 unter dem Namen Club Atlético ILDU von einer achtköpfigen, am Colegio San Isidro Fußball spielenden Gruppe junger Leute als gemeinnützige Organisationsform gegründet. Gründungsmitglieder waren Carlos María Cabrera Bianchi, Oscar Cabrera Bianchi (beide Enkel des ehemaligen Abgeordneten Pilar Cabrera), Vivian Trías, Carlos Píriz Mac Call, Roberto García Márquez, Hugo González Ruiz, Oscar Repetto und Guzmán González Ruiz. ILDU stand dabei für Industrias Laneras del Uruguay (dt.: Uruguayische Wollwaren-Industrie). Der für einen Fußballverein ungewöhnliche Name gründete dabei darauf, dass der Vater von Carlos María Cabrera, dem ersten Vereinsvorsitzenden, Inhaber eines Geschäfts in Las Piedras war und als solcher mit der ILDU die Bereitstellung von Trikots für die Mannschaft vereinbarte. Am 11. November 1945 wurde die Satzung des Vereins verabschiedet und am 18. März 1946 vom Notar Horacio Flores testiert. Nach anschließender Genehmigung durch den Staatspräsidenten erhielt der Verein damit einhergehend unter dem 10. April 1946 eigene Rechtspersönlichkeit. Auf einer außerordentlichen Generalversammlung des Vereins erfolgte am 6. Juni 1947 die Umbenennung des Club Atlético ILDU auf die heute gültige Bezeichnung Club Atlético Juventud. Als erstes Spielfeld des jungen Vereins diente zu Beginn ein an der Straße Dr. Pouey zwischen Ellauri und Treinta y Tres gelegener Platz. Dort trug die Mannschaft in der Anfangsphase die Spiele in der Liga de Fútbol Regional del Sur aus, der man seinerzeit angehörte. Mehrfach steht in dieser Liga der Gewinn des Meistertitels zu Buche.
1998 stellte man in Uruguays zweithöchster Spielklasse mit Marcelo Paredes (14 Treffer) den Torschützenkönig. Nachdem man 1999 die Meisterschaft in der Segunda División gewann und somit der erste Verein aus dem Landesinneren war, der aufgrund eigenen sportlichen Verdienstes in die Primera División gelangte, war man in der Folgezeit erstklassig. Auch dort war man der erste inneruruguayische Klub, der gegen die beiden großen Vereine Nacional und Peñarol im Estadio Centenario gewinnen konnte. 2006 gewann die Jugendmannschaft des Vereins das internationale Torneo di Viareggio, als man im Finale am 27. Februar 2006 Juventus Turin mit 1:0 bezwang. Das erfolgreiche Team bestand aus den nachfolgend genannten Spielern:
- Salgueiro, Villoldo, Peula, Britos, Asis, Ibarguen (62. Min.: H. Rodriguez), Dutra, Malchado, Mora (93. Min.: Fogst), A. Rodriguez (83. Min.: Barreto), Ribas

Nach zwischenzeitlichem Abstieg der Erstligamannschaft kehrte Juventud nach der Saison 2006/07 erneut in die Primera División zurück. Seit dem zweiten Abstieg am Ende der Saison 2008/2009 war Juventud wieder zweitklassig. Die Saison 2009/10 beendete man als Tabellenvierter. Insgesamt absolvierte Juventud bis dahin acht Spielzeiten in der Zweiten Liga, in der man am 1. Juni 1996 beim 2:1-Heimsieg gegen Basáñez debütierte. Der bis zu diesem Zeitpunkt höchste Sieg datiert vom 15. Mai 2007, als man zu Hause Platense mit 6:0 bezwang.
Nach der Spielzeit 2011/12 stieg Juventud als Zweitliga-Vizemeister abermals in die Primera División auf. Dort belegte man in der Folgesaison den 8. Tabellenplatz. Juventud spielt auch in der Saison 2013/14 in der Primera División. Nach dem 9. Spieltag wurde der bisherige Trainer Mario Saralegui am 5. November 2013 durch Jorge Giordano ersetzt. Die Apertura 2013 schloss Juventud als Tabellenletzter ab. In der Clausura 2014 wurde man Achter. Damit belegte Juventud in der Jahresgesamttabelle der Saison 2013/14 den 14. Platz.

## Vereinsstruktur
Der auf einem 1000 m² großen Areal untergebrachte Sitz des Vereins befindet sich im Zentrum von Las Piedras in der Lavalleja 584. Ihre Heimspiele trägt die Mannschaft im 12.000 Zuschauer fassenden Estadio Parque Artigas aus. Zudem wird das Estadio Martínez Monegal genutzt. Juventud, dem nach eigenen Angaben ein jährliches Budget von rund 1,5 Millionen US-Dollar zur Verfügung steht, welches man zu 95 % in den Profifußball sowie den Jugendbereich investiert, kann auf die Unterstützung von etwa einhundert Unternehmen im Rahmen eines sogenannten Plan de Responsabilidad Social empresaria zurückgreifen. Der Verein hat rund 2000 Mitglieder. 500 Sportler sind in den Sparten Fußball, Basketball und Handball aktiv. Ehrenpräsident des Vereins ist Departamento-Indendente Marcos Carámbula. Präsident des Klubs ist Yamandú Costa. Das Führungsteam komplettieren Vize-Präsident Marcos Méndez und Generalsekretärin Analía Brito. (Stand: Juni 2013) Trainer des Profiteams in der Clausura 2013 war Mario Saralegui, dem als Assistent Rubén Paz sowie Gabriel Souza (Preparador Fisico) und Leonel Pintos (Torwarttrainer) zur Seite standen.

## Erfolge
- Torneo di Viareggio: 2006
- Meister der Segunda División: 1999
- Meister der Liga Metropolitana Amateur: 1995

## Trainerhistorie
- 1998 bis Mitte Februar 2001: Julio Acuña
- mind. Mai 2001: Francisco Salomón[6]
- 2006 bis 2007: Julio César Ribas
- August 2009 bis Juni 2010: Edgardo Arias
- Voltaire García
- September 2010 bis April 2013[7]: Ariel De Armas
- 10. Spieltag Clausura 2013[8] bis 3. November 2013: Mario Saralegui[9]
- seit 5. November 2013[10]: Jorge Giordano

## Ehemalige Spieler
- Nathaniel Revetria
- Adrián Berbia
- Ismael Espiga
- Jorge Delgado
- Sebastián Ribas
- Anselmo de Almeida